# Jan Fischer (Autor)
Jan Fischer (* 1983 in Bremen) ist ein deutsch-französischer Autor, Journalist und Essayist.

## Leben
Fischer wuchs zwischen Bremen und Toulouse auf. Er studierte Kreatives Schreiben und Kulturjournalismus in Hildesheim und gab dort Seminare zu Ethnographischem Schreiben und Literatur als Performance. Er schreibt Prosa, Essays und journalistische Texte. Fischer war Leiter des Ressorts Kulturpolitik beim Online-Kinderbuchportal Librikon, außerdem Redakteur des Online-Magazins Subpool und schrieb für das Onlinemagazin lit08. Von ihm erschienen Artikel im fluter – Magazin der Bundeszentrale für politische Bildung, dem Tagesspiegel, Zeit Campus und Spiegel Online.
In den Jahren 2008 und 2009 trat er gemeinsam mit den Autoren Marcel Maas, Tilman Strasser und Lino Wirag als literarische Boygroup „Text, Drugs and Rock ’n’ Roll“ auf. Gemeinsam mit Alexandra Müller inszenierte er als Autorenkollektiv „FischMüll a.k.a kubikmeta“ die literarischen Performances „Zum Glück ist das Plastik“ (2006) und „Wie man ein Verdammt gutes Mixtape macht. Eine Hommage“ (2007). 2011 und 2012 qualifizierte sich Fischer für das Finale der Weltmeisterschaften im Luftgitarrespielen im finnischen Oulu. Fischer war Mitbegründer und Performer bei der Luftrockoper „Four versus Hellfire“. In den Spielzeiten 2010/2011 und 2011/2012 war er dramaturgischer Leiter der Veranstaltungsreihe „nachtbar“ am Theater für Niedersachsen in Hildesheim. 2015 gründete er mit dem Medienwissenschaftler Merlin Schumacher das Online-Magazin Zebrabutter. Seit Dezember 2019 ist er Redakteur der Website des Spiele-Kritikerpreises Spiel des Jahres. Seit dem Wintersemester 2019/20 ist Fischer Lehrbeauftragter für Kulturjournalismus an der HBK Braunschweig.
Als freier Journalist und Autor schreibt Fischer unter anderem regelmäßig für nachtkritik.de, die Hannoversche Allgemeine Zeitung, Die Deutsche Bühne sowie für das Bookazine WASD und verschiedene Online- und Printmedien.

## Veröffentlichungen

„Text, Drugs and Rock ’n’ Roll“: Lino Wirag, Jan Fischer, Marcel Maas, Tilman Strasser (Hamburg, 2013)

### Essays
- Von zwei Welten: Lose Notizen zum Verhältnis von Kinder- und Erwachsenenbüchern. Autumnus, Berlin 2008, ISBN 978-3-938531-06-8
- Als ich noch jung war, gab es nur 150 Pokémon. Autumnus, Berlin 2009, ISBN 978-3-938531-60-0
- Comic plus X. Anmerkungen zu den Umrissen der Graphic Novel. Autumnus, Berlin 2010, ISBN 978-3-938531-29-7
- Ready. Wie ich mit digitalen Spielen erwachsen wurde. Hanser, München 2016, ISBN 978-3-446-25505-0
- Bahnhof. mikrotext, Berlin, 2018, ISBN 978-3-944543-67-3

### Kulturjournalismus
- 120 Prozent. Lan Böhm und ihr Kiez in: Profil! – Ansichten der Generation P. Glück und Schiller, Hildesheim 2005, ISBN 3-938404-09-4
- Jan Fischer u. a.: Übers Festland. Eine Prosanovela. edition Pächterhaus, Hildesheim 2008, ISBN 978-3-938404-22-5
- Aus Schrödingers Zylinder gezaubert. Eine Anmerkung zu Benjamin von Stuckrad-Barres Boulevard-Reportagen und „Die Füße tun schon vorher weh.“ Ein Interview mit dem Journalisten Andreas Altmann in: NON-FIKTION. Arsenal der anderen Gattungen Hannover, 2009 ISBN 978-3-86525-137-4
- Schrott. Oder: Die Geschichte geht auf Facebook weiter. in: Statusmeldungen. Schreiben in Facebook, Verlag Katrin Blumenkamp, 2010 ISBN 978-3-9810685-9-7

### Mit „Text, Drugs and Rock ’n’ Roll“
- Germany’s Text Topmodel. conradverlag 2008, ISBN 978-3-9811490-2-9
- Text, Drugs & Rock ’n’ Roll: unplugged. conradverlag 2007, ISBN 978-3-9811490-0-5

### Prosa
- Halb kaputte Welten, Librikon Verlag, Berlin, 2022, ISBN 978-3-948874-07-0
- Unter den Türmen hinter der Stadt. Librikon Verlag, Berlin, 2021, ISBN 978-3-948874-01-8
- Leere Zeiten. autumnus-Verlag, Berlin, 2020, ISBN 978-3964480293

- Audrey und Ariane. mikrotext, Berlin 2016, ISBN 978-3-944543-40-6
- Ihr Pixelherz. mikrotext, Berlin 2015, ISBN 978-3-944543-23-9
- Hofhunde in Clou. Lesehefte für junge Leute, autumnus-verlag, Berlin, ISSN 2191-1096
- Unter den Türmen hinter der Stadt in: Bella triste Nr. 32, 2012, ISSN 1618-1727
- Fiebertraum von Neo-Tokyo in: polar. Politik|Theorie|Alltag Nr. 12, 2012, ISBN 978-3-593-39609-5

### Herausgaben
- Alte Freunde. Helden unserer Kindheit Glück & Schiller, Hildesheim 2005. ISBN 3-938404-02-7.
- Hildesheim schön trinken: 33 Ortsbegehungen. edition Pächterhaus, Hildesheim 2008. ISBN 978-3-941392-00-7
- Air Guitar Heroes. Vom Spielen der Luftgitarre Verlag Katrin Blumenkamp, 2012. ISBN 978-3-942958-09-7
- Irgendwas mit Schreiben. Diplomautoren im Beruf mikrotext, 2014. ISBN 978-3-944543-15-4

### Theater
- M – Stationentheater zu Michaelis 2010  Uraufführung am 5. Juni 2010 anlässlich des 1000-jährigen Jubiläums der Hildesheimer Michaeliskirche
- Der kleine Bruder des Ruderers  (Übersetzung) Uraufführung am 24. September 2010 im Ballhaus Naunynstraße, Berlin

## Auszeichnungen
- 2006 M94,5-Hausdichter
- 2006 Literaturpreis der Zeitschrift Maxi
- 2007 Stipendiat 14. Schillertage Mannheim
- 2009 Finalist U mag Literaturpreis; Stipendiat 16. Schillertage Mannheim; 3. Platz 6. Deutsche Luftgitarrenmeisterschaften
- 2010 3. Platz 7. Deutsche Luftgitarrenmeisterschaften[6]